# Smala Limsjön
Smala Limsjön är en sjö i Finspångs kommun i Östergötland och ingår i Motala ströms huvudavrinningsområde. Sjöns area är 0,08 kvadratkilometer och den befinner sig 56 meter över havet.